# Hirose Electric

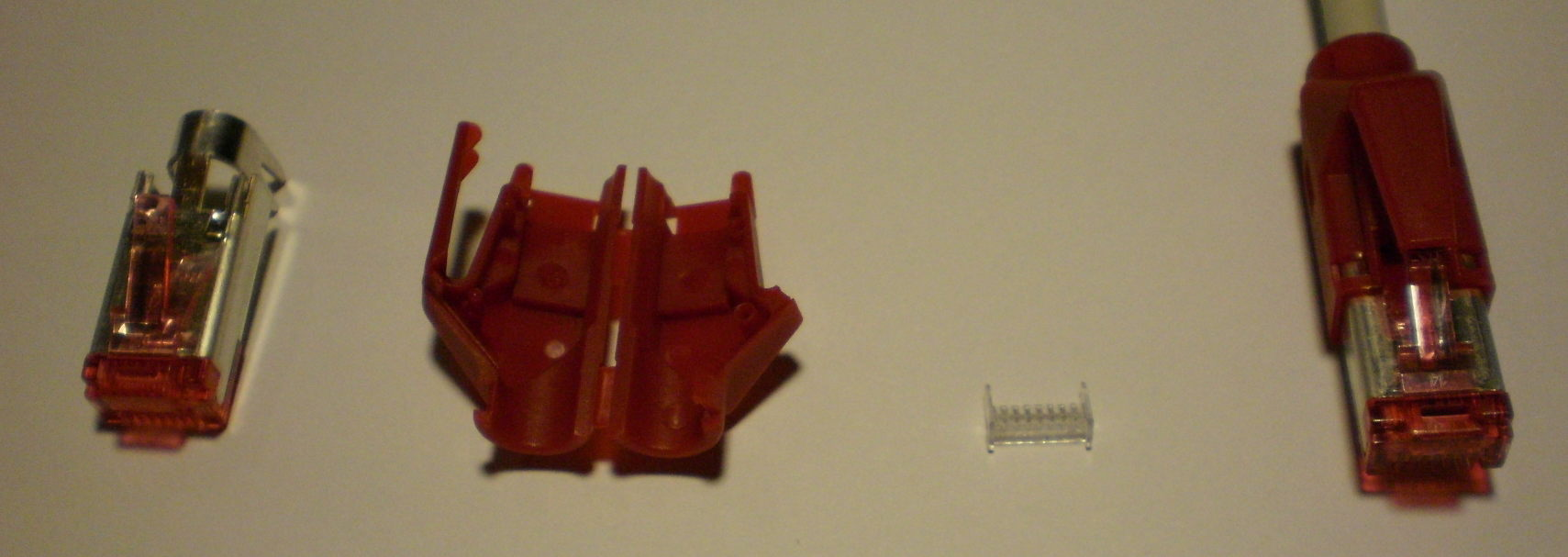
Hirose Modularstecker TM21

Das Unternehmen Hirose Electric Co., Ltd. (jap. ヒロセ電機, Hirose Denki) ist ein japanischer Hersteller von Steckverbindern. Besondere Bekanntheit erreichte das Unternehmen durch Computer-Netzwerkstecker (meist RJ-45 genannt) für Twisted-Pair-Kabel. Hirose Electric bietet dabei nicht nur die Stecker, sondern auch dazu passende Anschlagwerkzeuge an. Das System aus Stecker und Werkzeugen ermöglicht eine leichtere Montage als bei den Produkten vieler anderer Hersteller.

## Geschichte
Das Unternehmen wurde am 15. August 1937 von Keizo Hirose (広瀬銈三, Hirose Keizō, † 1971) in Tokio als Hirose Shōkai (広瀬商会) gegründet und ist seit den 1960er Jahren weltweit aktiv. Das Tochterunternehmen Hirose Electric GmbH in Ostfildern wurde im Februar 1988 gegründet.

## Kennzahlen
Hirose Electric hat 4.044 Mitarbeiter weltweit (Stand: 31. März 2023) und erreichte im Geschäftsjahr 2021 einen Umsatz von $1,1 Mrd.